# ولی‌الله شیراندامی
ولی‌الله شیراندامی (زاده ۳ فروردین ۱۳۱۰ مرو – درگذشته ۱۱ بهمن ۱۳۹۸ تهران) بازیگر ایرانی بود. او همچنین برادر یدالله شیراندامی بود. شیراندامی پس از انقلاب بیشتر با نقش خود در سریال مختارنامه شناخته می‌شد.

## زندگی

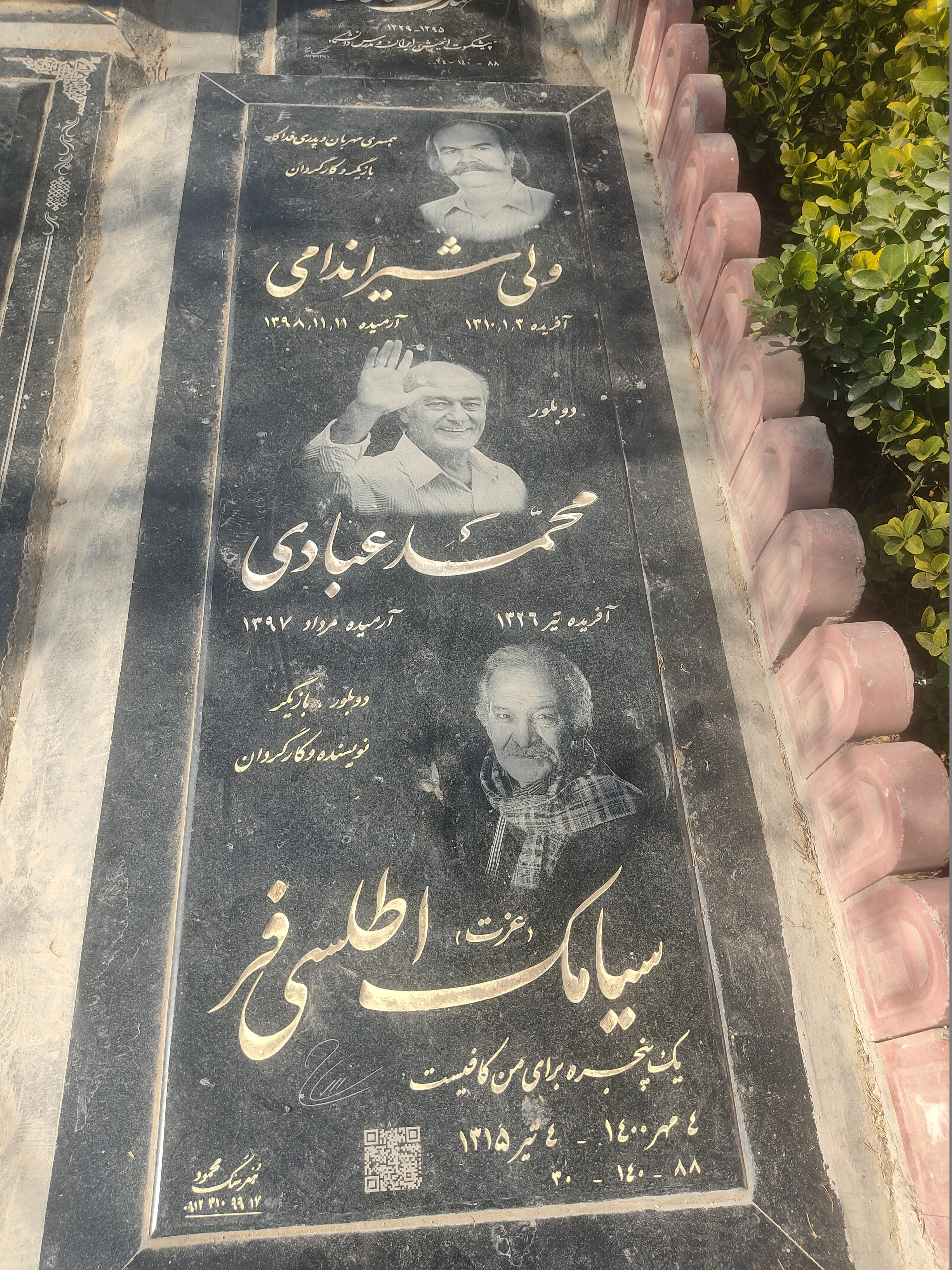
قبر ولی‌الله شیراندامی در قطعه هنرمندان بهشت زهرا

او دارای لیسانس تئاتر از دانشکده هنرهای زیبا از دانشگاه تهران و همچنین دارای مدرک درجه یک کارگردانی از وزارت ارشاد ایران بود که معادل دکترا است.
او در بیش از ۳۰ نمایش، بازیگری و کارگردانی کرد. وی در تعدادی از سریالهای تلویزیونی مانند اشک تمساح (احمد نجیب‌زاده ۱۳۶۲) و مختارنامه (داوود میرباقری ۱۳۸۸–۱۳۸۲) نیز نقش آفرینی کرده‌است.

## گزیدهٔ آثار

### تئاتر
- ۱۳۹۱ - هنر کمدی[۳][۴] (ادواردو د فیلیپو) - کارگردان
- ۱۳۴۹ - مرگ پیشه‌ور[۵] (آرتور میلر) - کارگردان

### سینما
1. جایی برای زندگی (۱۳۸۳)
2. خانه‌ای روی آب
3. بوی کافور، عطر یاس (۱۳۷۸)
4. بلوغ (۱۳۷۷)
5. محبوبه (۱۳۷۷)
6. ماه عسل (۱۳۷۱)
7. قرق (۱۳۷۰)
8. گالان (۱۳۶۹)
9. دو سرنوشت (۱۳۶۸)
10. شب دهم (۱۳۶۸)
11. وسوسه (۱۳۶۸)
12. روز باشکوه (۱۳۶۷)
13. گمشدگان (۱۳۶۶)
14. مکافات (۱۳۶۶)
15. شیر سنگی (۱۳۶۵)
16. سمندر (۱۳۶۴)
17. پرونده (۱۳۶۲)
18. دادا (۱۳۶۱)
19. فصل خون (۱۳۶۰)
20. شازده احتجاب (۱۳۵۳)
21. غریبه و مه (۱۳۵۳)
22. کیفر (۱۳۵۲)
23. گلگو ۱۳ (۱۳۵۲)
24. زن خون‌آشام (۱۳۴۶)

### تلویزیون

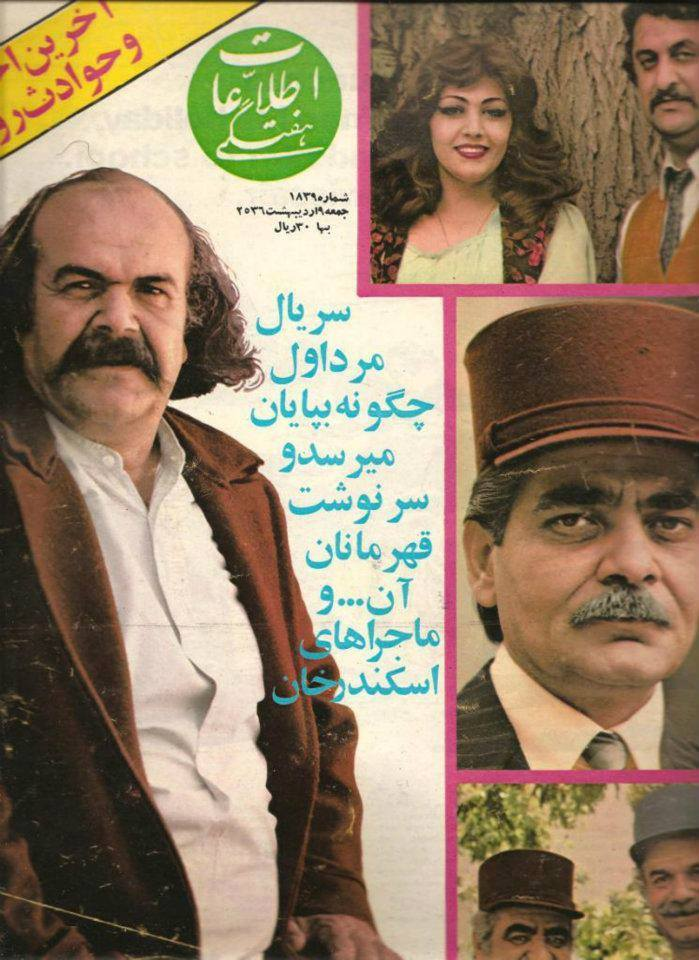
مرد اول

| سال       | نام             | کارگردان                                   | توضیحات                                                        |
| --------- | --------------- | ------------------------------------------ | -------------------------------------------------------------- |
| ۱۳۸۸–۱۳۸۲ | مختارنامه       | داوود میرباقری                             | در نقش سلیمان بن صرد خزاعی در سال ۱۳۹۰–۱۳۸۹ از شبکه یک پخش شد. |
| ۱۳۸۰      | چراغ‌های خاموش   | کاظم بلوچی                                 | شبکه یک رمضان ۸۰                                               |
| ۱۳۷۹      | کژدم ۳۳         | مهدی شمسایی                                | از شبکه سه پخش شد.                                             |
| ۱۳۷۸      | آژانس دوستی     | گروه کارگردانان                            |                                                                |
| ۱۳۷۸      | جزیره‌ای در خشکی | حسین قاسمی جامی                            | ماه رمضان از شبکه یک پخش شد.                                   |
| ۱۳۷۵–۱۳۷۴ | صید در پی صیاد  | صادق هاتفی                                 | از شبکه دو پخش شد.                                             |
| ۱۳۷۴      | فرار            | رحیم رحیمی‌پور                              |                                                                |
| ۱۳۷۴      | عیاران          | کاظم بلوچی                                 |                                                                |
| ۱۳۷۱      | خانه بخت        | فریدون فرهودی                              | دههٔ فجر از شبکه دو پخش شد.                                     |
| ۱۳۶۱      | اشک تمساح       | احمد نجیب‌زاده                              | دههٔ فجر از شبکه یک پخش شد.                                     |
| ۱۳۵۵      | مرد اول         | پرویز کاردان                               |                                                                |
| ۱۳۵۴      | تخت ابوالنصر    | مرتضی علوی                                 |                                                                |
| ۱۳۵۴–۱۳۵۳ | سمک عیار        | محمدرضا اصلانی واروژ کریم‌مسیحی باربد طاهری |                                                                |
| ۱۳۵۲–۱۳۵۰ | دلیران تنگستان  | همایون شهنواز                              | در نقش «احمدخان دریابیگی»                                      |